# Pseudoathyreus flavohirtus
Pseudoathyreus flavohirtus är en skalbaggsart som beskrevs av Walker 1871. Pseudoathyreus flavohirtus ingår i släktet Pseudoathyreus och familjen Bolboceratidae. Inga underarter finns listade i Catalogue of Life.